# Нагорный, Виктор Сергеевич
Ви́ктор Серге́евич Наго́рный (26 октября 1922, село Угроеды — 12 июля 1964, Сумы) — командир звена 293-го истребительного авиационного полка 11-го смешанного авиационного корпуса 15-й воздушной армии 2-го Прибалтийского фронта, Герой Советского Союза (1944).

## Биография
Родился 26 октября 1922 года в селе Угроеды, в семье рабочего. Украинец. В 1938 году окончил 7 классов. Работал слесарем на Сумском машиностроительном заводе. Обучался в аэроклубе.
В Красной Армии с 1940 года. В 1941 году окончил Чугуевскую военно-авиационную школу пилотов. Участник Великой Отечественной войны с 1942 года.
Выполнил более 220 боевых вылетов, сбил 25 самолётов противника лично и 6 в группе. 
Указом Президиума Верховного Совета СССР от 1 июля 1944 года за образцовое выполнение боевых заданий Виктору Нагорному присвоено звание Героя Советского Союза с вручением ордена Ленина. 
После войны продолжал службу в ВВС СССР. Погиб 12 июля 1964 года. Похоронен на Центральном кладбище в Сумах.

## Награды
- Медаль «Золотая Звезда» Героя Советского Союза;
- орден Ленина;
- два ордена Красного Знамени;
- орден Александра Невского;
- орден Отечественной войны 1-й степени;
- четыре ордена Красной Звезды
- медали.